# Pianguan
Der Kreis Pianguan (偏关县,  Piānguān Xiàn) ist ein chinesischer Kreis, der zum Verwaltungsgebiet der bezirksfreien Stadt Xinzhou in der Provinz Shanxi gehört. Er hat eine Fläche von 1.668 Quadratkilometern und zählt 73.382 Einwohner (Stand: Zensus 2020). Hauptort und Regierungssitz ist die Großgemeinde Xinguan (新关镇).

## Administrative Gliederung
Auf Gemeindeebene setzt sich der Kreis aus vier Großgemeinden und sechs Gemeinden zusammen.